# Барри (Уэльс)
Ба́рри (англ. Barry, валл. Y Barri) — город и община в долине Гламорган, Южный Уэльс, расположен на северном берегу Бристольского залива, в 14 км на юго-запад от Кардиффа. Является административным центром округа Вейл-оф-Гламорган. Основанный как небольшая деревня, Барри поглотил близлежащие более крупные деревни Кадокстон и Барри Айленд. Резкий рост населения города начался в 1880-х годах в связи с развитием городского порта, который к началу Первой мировой войны стал одним из крупнейших угольных портов мира.
Барри - это морской курорт с достопримечательностями, включая несколько пляжей и возрожденный парк развлечений острова Барри. Согласно оценке Управления национальной статистики на 2021 год, население Барри составляло 56 605 человек.

## Этимология
Происхождение названия города оспаривается. Возможно, оно происходит от святого шестого века Барука, который был похоронен на острове Барри, где ему была посвящена разрушенная часовня. В качестве альтернативы название может происходить от валлийского bar, что означает "холм, вершина".

## История

### Ранняя история
Первые сведения о городе датируются VI веком н. э.
Территория, которую сейчас занимает Барри, была свидетелем человеческой деятельности во многие периоды истории. Микролитные кремневые орудия среднего каменного века были найдены в Фрайарз-Пойнт на острове Барри и недалеко от Венвоу, а в Сент-Эндрюс-Мейджор были обнаружены полированные каменные топоры эпохи неолита. Погребальная урна из керамики с пеплом кремации была найдена на острове Барри Айленд при раскопках бронзового века и еще две были найдены на Кургане в Колд-Нап-Пойнт. Большое защищенное ограждение или городище на мысе железного века было расположено в Бастионах в Порткерри и были свидетельства существования усадьбы раннего железного века во время строительства колледжа Барри недалеко от Колкот-роуд.
В римские времена на месте замка Барри и Биглиса существовали усадьбы,  поступали устные сообщения об обнаружении кладбища, включающего свинцовые гробы с украшением в виде раковин морских гребешков. И в часовне Святого Барука, и в церкви Святого Николая повторно использовались римские кирпичи и плитка, включенные в их строительную ткань, а в Лландо была обнаружена римская вилла.
В 1980 году в Глан-и-море было раскопано римское здание, состоящее из 22 комнат и подвалов в четырех рядах вокруг центрального внутреннего двора, которое, как полагают, является зданием третьего века, связанным с военно-морской деятельностью, возможно, складом снабжения. Раскопки на этом участке показали, что это место повторно использовалось в VI и VII веках, а также между 830 и 950 годами нашей эры как сухое каменное здание прямоугольной формы с дерновой или соломенной крышей.
Викинги совершали набеги в этом районе, и остров Барри, как известно, был базой рейдеров в 1087 году.

### Средневековый Барри
Главной особенностью этого района в то время был остров в Бристольском проливе, отделенный от материка приливным устьем. Это описано  в "Итинерариуме Камбрии" Джеральда Уэльского ("Путешествие по Уэльсу", 1191). Он утверждает, что Барри получил свое название от святого Барука, останки которого хранятся в часовне на острове. Местная дворянская семья , владевшая островом и прилегающими поместьями , взяла фамилию де Барри от названия острова.
После нормандского завоевания Англии территория была разделена на поместья, а территория Барри разделена на два крупных лордства, Пенмарк и Динас Поуис. Пенмарк был разделен на поместья Фонмон, Уэст-Пенмарк и Барри. Динас Поуис был разделен на поместья Кадокстон и Учелолау.   Поместье Барри было предоставлено семьей де Умфравилль семье де Барри, а резиденцией поместья был замок Барри, расположенный на возвышенности с видом на Бристольский канал, на месте, которое во времена Римской империи занимала усадьба местных жителей. Замок представлял собой небольшую укрепленную усадьбу.
К концу 13 века в замке было два каменных здания с восточной и западной сторон внутреннего двора.
В начале 14 века замок был укреплен за счет пристройки большого зала и сторожки на южной стороне, руины которых - все, что сохранилось сегодня. К настоящему времени Барри превратился в деревню и порт с собственной церковью и водяной мельницей , но в 14 веке его население резко сократилось из- за Черной смерти и последствий восстания Оуэна Глиндера. Населению потребовалось около 300 лет, чтобы восстановиться и снова сохранить звание деревни, по сути, малонаселенного района с несколькими разбросанными фермами и большей частью земель, представляющих собой болото, по которому протекает небольшая река.
К 1622 году структура полей вокруг деревни Барри, где огораживание было почти завершено, была практически такой, какой она должна была оставаться до роста современного города.
Согласно списку налога на домашний очаг 1673 года, в приходе было тринадцать домов.
Коттедж Уайтхаус, старейший из существующих жилых домов в современном Барри, построен в конце 1500-х годов, а восточная часть здания пристроена примерно в 1600 году. Из окон открывается вид на море в Колд-Нэпе.

### Промышленная история
К 1871 году население Барри составляло более 100 человек, в Барри было 21 здание, в строительстве деревни участвовала семья Ромилли, владеющая новым поместьем, но она оставалась в основном сельскохозяйственной общиной.
Он вырос, когда в 1880-х годах был превращен в угольный порт. Торговля углем росла быстрее, чем когда-либо могли мощности в Тайгер-Бей в Кардиффе, поэтому группа владельцев шахт основала железнодорожную компанию Barry и решила построить доки в Барри. Работы начались в 1884 году, а в 1889 году был открыт первый причальный бассейн, за которым последовали два других дока и обширные портовые сооружения. Железная дорога Барри доставляла уголь из долин Южного Уэльса в новые доки, объем торговли которыми вырос с миллиона тонн в первый год до более чем девяти миллионов тонн к 1903 году. Порт был переполнен судами и располагал процветающими судоремонтными верфями, холодильными камерами, мукомольными заводами и льдозаводом.
Офис и библиотека совета Барри были завершены в 1908 году.
К 1913 году Барри был крупнейшим портом-экспортером угля в мире.
За доками возвышались дома с террасами Барри, которые вместе с Кадокстоном вскоре превратились в крупный город. Железные дороги, сыгравшие важную роль в развитии дока, помогли превратить остров Барри в популярный курорт. Мемориальный зал Барри на Гладстон-роуд был открыт в ноябре 1932 года и получил свое название в честь местных жителей, погибших в Первой мировой войне.

### Свалка Барри
После роста потребления дизельного топлива и электроэнергии на железных дорогах Великобритании сортировочные станции в доках Барри стали крупнейшим хранилищем паровых двигателей, ожидающих утилизации в Великобритании. Дай Вудхэм владел свалкой металлолома братьев Вудхэм и он разрешил организациям по охране железных дорог выкупать локомотивы по стоимости металлолома, что позволило сохранить около 200 из 300 локомотивов для будущих поколений, хотя за годы хранения многие подверглись вандализму или были разграблены охотниками за сувенирами. Во время интервью незадолго до своей смерти Вудхэм не хотел полностью приписывать это себе и отметил, что город Барри с его избыточными подъездными путями был основным фактором, позволившим спасти эти локомотивы.

## Настоящее время
Барри является административным центром Долины Гламорган и домом для Футбольного клуба "Барри Таун Юнайтед".
Несмотря на то, что Барри все еще является портом, он является скорее производственным городом и центром обслуживания для Долины Гламорган. Доки Барри и прилегающая промышленная зона образуют крупнейший центр занятости в городе. Доки, дорожное сообщение с которыми было значительно улучшено с открытием Docks Link Road в 1981 году, теперь имеют прямой доступ к автомагистрали M4. Доки могут обслуживать суда водоизмещением до 23 000 тонн, а первоклассное расположение приливов недалеко от глубоководного канала Устья реки Северн позволяет осуществлять регулярные рейсы. Благодаря своим транзитным ангарам, складам и открытому хранению доки оборудованы для обработки сыпучих грузов, но из-за утилизации бывших электрических кранов приходится использовать собственные вышки судов или краны, нанятые по мере необходимости. Доступны два причала для въезда / выезда, которые использовались маршрутами в Ирландию и Западную Африку.
По состоянию на январь 2016 года интермодальные железнодорожные грузовые перевозки осуществляются из дока № 2. Благодаря новому присутствию на молу в доке № 1 и устройству бетонного стапеля от него доступны гребля для отдыха и плавание на шлюпках (2016).
В городе есть городской совет, который контролируется Лейбористской партией.
Большинство промышленных фирм расположено в районе доков. Крупнейшими являются химические концерны, такие как Cabot Carbon и Dow Corning который не так давно завершил строительство крупнейшего завода по производству силиконов в Европе. Другими основными работодателями в Barry Docks являются Jewson Builders ' Merchants, Western Welding and Engineering, Bumnelly и Associated British Ports Holdings которые с 1982 года управляют доками в качестве преемников Британского совета по транспортным докам.
К западу от Барри находится Парк Порткерри. Это большая территория открытого пространства с лесами, ручьями и выходом к галечному пляжу. В парке находится бывшая железнодорожная компания Barry Railway Company виадук с 13 арочными пролетами высотой 110 футов. После закрытия линии Долина Гламорган для пассажиров между Барри и Бриджендом в 1964 году она была вновь открыта 10 июня 2005 года, и на протяжении большей части своих 19 миль отсюда открывается живописный вид и ссылка на Ллантвит Мейджор и дальше в Бридженд.

## Остров Барри
Полуостров Барри был островом до 1880-х годов, когда он был соединен с материком по мере расширения города Барри. Отчасти это было связано с открытием Barry Dock железнодорожной компанией Barry Railway Company. Установленные Дэвидом Дэвисом доки теперь соединяют интервал, который раньше делал  Барри островом.
Есть железнодорожный вокзал, чтобы добраться до острова на Доки Барри. Железная дорога открыта для публики и проводит мероприятия с участием большого парового двигателя, точной копии Паровоза Томаса.
Остров Барри сейчас известен своим пляжем и Парком развлечений Барри Айленд. 
С 1966 года на острове проживал Лагерь отдыха Butlins, который был закрыт в 1987 году и передан компании Majestic Holidays, которая переименовала его в Barry Island Resort. Между закрытием Butlins и повторным открытием Majestic лагерь использовался как для съемок сцен в лагере отдыха "Шангри-Ла" из сериала "Доктор Кто" серийный Дельта и Баннермены. Лагерь закрылся в 1996 году после того, как у Majestic возникли разногласия с местным советом, который отказал в выдаче лицензии на развлечения, если не будут проведены работы по благоустройству места, которому исполнилось 30 лет. Он был перестроен под жилье в период с 1997 по 2003 год, а оставшиеся два здания лагеря и открытый бассейн снесли в начале 2005 года.
Сохранившаяся железная дорога Долины Гламорган проходит по острову Барри.
Сериал BBC "Гэвин и Стейси" снимался во многих районах Барри и острова Барри, включая такие заведения, как Marco's Café, которые представлены в сериале. Продолжительная медицинская драма "Несчастный случай" который снимается в Кардиффе, регулярно снимает сцены на острове Барри и вокруг него.

## Политика и управление

### Парламентский округ Великобритании
Согласно Акту о союзе 1536 года, Гламорган был представлен в парламенте одним членом, избранным фригольдерами округа. В 1885 году избирательный округ был разделен на три созданием Восточного Гламорганшира, Среднего Гламорганшира и Южного Гламорганшира. Закон о народном представительстве 1918 года создал избирательный округ Лландафф и Барри. Сэр Уильям Коуп (консерватор) победил на всеобщих выборах 1918 года. Лейбористы вернули себе место на всеобщих выборах 1929 года, когда Чарльз Эллис Ллойд был возвращен, но два года спустя уступил место Патрику Манро от консерваторов.
После смерти Манро в 1942 году Сирил Лейкин победил на дополнительных выборах от консерваторов. Арвин Линн Унгоед-Томас (лейбористы) получила место на всеобщих выборах 1945 года. Избирательный округ Лландафф и Барри был упразднен Законом о народном представительстве 1948 года и заменен парламентским избирательным округом Барри. Это место впервые оспаривалось на всеобщих выборах в Соединенном Королевстве в 1950 году, когда была избрана Дороти Рис (лейбористка). Она уступила место сэру Герберту Рэймонду Гауэру (консерватору) на всеобщих выборах 1951 года. Он занимал это место до его упразднения в 1983 году.
Он был заменен на избирательный округ Долина Гламорган , который сэр Герберт Рэймонд Гауэр (консерватор) выиграл на всеобщих выборах 1983 года. Он оставался депутатом парламента до своей смерти в 1989 году. На последующих дополнительных выборах это место занял Джон Смит (лейборист). На всеобщих выборах 1992 года Уолтер Суини (консерватор) победил, набрав всего 19 голосов. Это сделало его самым маргинальным местом в Великобритании. Джон Смит вернул победу на всеобщих выборах 1997 года. На всеобщих выборах 2010 года произошел переход от лейбористов к консерваторам на 6,1%. Это привело к избранию Алана Кэрнса, члена парламента от консерваторов, который с тех пор занимает это место.

### Местные советы
Барри был зарегистрирован как муниципальный район Автор: королевская хартия в сентябре 1939 года. Район был преемником местного совета Барри и Кадокстона (1888-1894) и совета городского округа Барри (1894-1939). Территория, охватываемая районом, включала Барри, Кадокстон-юкста-Барри, Мертир Дайфан и части Пенмарка, Порткерри и Салли. В 1974 году он был упразднен, а его функции перешли к районному совету долины Гламорган и Совету округа Южный Гламорган.
Местный совет, Городской совет Барри, крупнейший городской совет в Уэльсе. Он предоставил серебряному призеру Олимпийских игр Дэвиду Дэвису свободу города, первую свободу, предоставленную с 1958 года. Мэром с мая 2017 года является Ник Ходжес, представляющий Барука Уорда и являющийся членом совета Plaid Cymru, первого мэра Барри в Plaid Cymru. Городской совет не имеет общего контроля со стороны лейбористов, Плед Кимру и консервативных советников.
Местным унитарным органом власти, созданным в 1995 году, является Совет долины Гламорган административная штаб-квартира которого находится в Барри. В 23 приходах избирают 47 членов совета, в том числе в восьми приходах в Барри (избирают 18 членов совета графства), которые включают Baruc (2 члена совета), Баттриллы (2), Кадок (3), Каслленд (2), Суд (2), Гиббонсдаун (2), Дифан (2) и Иллтид (3).

## Районы
Барри разделён на следующие районы:
- Док Барри[25]
- Остров Барри
- Набережная Барри
- Буттриллы
- Кадокстон
- Колкот
- Колдбрук
- Cwm Talwg
- Гиббонсдаун
- Гладстон
- Парк изюминок
- Холтон
- Дженнер-Парк
- Мертир Дифан
- Палмерстаун
- Пенкоедтр
- Ромилли

## Климат
Как и на остальной части Британских островов и Уэльса, в Барри преобладает морской климат с прохладным летом и мягкой зимой и часто сильными ветрами. Это одно из самых солнечных мест в Уэльсе из-за своего южного и прибрежного положения. Ближайшая официальная станция наблюдения за погодой находится в аэропорту Кардиффа недалеко от Руза, примерно в 3 милях (5 км) к западу от центра города.

## Искусство
- 3-5 серии "Быть человеком" (начиная с 2010 года) были сняты на острове Барри и вокруг него, причем большая часть сюжетной линии описывает город как "кишащий" оборотнями и вампирами.
- Фильм 2011 года "Подводная лодка", хотя действие происходит в Суонси, в основном снимался в Барри.
- Барри принимал Национальный Эйстедфод Уэльса в 1920 и 1968 годах.[26][27]
- Действие сериала "Доктор Кто" "Дельта и Баннермены" происходило в Барри.
- Несколько сцен из эпизодов "Доктора Кто" "Пустое дитя" и "Танцы доктора" были сняты на железнодорожной станции Долина Гламорган на Плимут-роуд и острове Барри в январе 2005 года.[28]
- Действие сериала "Гэвин и Стейси" частично разворачивается и снимается в Барри и его окрестностях.[29]
- Art Central, галерея современного искусства, находящаяся в ведении местного совета, была создана в ратуше в рамках реконструкции библиотеки в 2006 году.[30][31]
- Художник-акварелист Томас Фредерик Уорралл жил в Барри с 1913 года до своей смерти в 1957 году. Несколько его картин, изображающих Барри и другие районы Долины Гламорган, находятся в Национальной библиотеке Уэльса.[требуется цитирование]
- Композитор Грейс Уильямс (1906-1977), обычно считающаяся самой известной женщиной-композитором Уэльса, родилась в Барри и жила там последние годы своей жизни. Ее наиболее известные работы включают Фантазию на валлийские детские мелодии и Морские зарисовки.
- Центр искусств Memo на Гладстон-роуд - крупнейший центр искусств в долине Гламорган. В дополнение к программе, состоящей из целого ряда живых выступлений и развлекательных программ, в the Memo есть цифровой кинотеатр Sony 4K с объемным звуком Dolby Surround. В кинотеатре Memo демонстрируются блокбастеры, независимые фильмы и прямые трансляции, такие как шоу National Theatre в NT Live.[32]
- Небольшое помещение на Айленд-роуд - "Самый маленький в мире театр магии".[33] Помимо волшебства, театр также ставит джазовые представления и комедии.[34]

## Образование

### Средние школы
В Барри есть 4 средние школы. С 1993 года Брин Хафрен и общеобразовательная школа Барри сотрудничают, чтобы обеспечить совместное обучение в шестом классе Барри. В июле 2018 года в рамках программы "Преобразование среднего образования в Барри" общеобразовательная школа Барри и Брин Хафрен закрыли свои двери, чтобы освободить место для двух новых средних школ для разнополых учащихся, которые открылись в сентябре 2018 года. Сайт старой общеобразовательной школы Барри теперь стал средней школой Уитмор , а Брин Хафрен теперь стала средней школой Пенкоедтр.
- Средняя школа Уитмора – смешанная 11-18
- Средняя школа Пенкоедтр - смешанная 11-18
- Католическая средняя школа Святого Ричарда Гуина – смешанная 11-16
- Исгол Гифун Бро Морганнвг – Валлийский язык - средняя школа смешанная 11-18

### Начальные школы
Начальное образование (5-11) в Барри предоставляется рядом общинных школ с преподаванием на валлийском языке и религиозных школ, разбросанных по всему городу.
- Церковь всех святых в Уэльсе Начальная школа
- Начальная школа острова Барри
- Начальная школа Кадокстона
- Начальная школа Колкота
- Начальная школа Гладстона
- Начальная школа на Хай-стрит
- Начальная школа Холтона
- Начальная школа Дженнер-Парк
- Начальная школа Окфилда
- Начальная школа Пальмерстона
- Начальная школа Ромилли
- Католическая Школа Церковь Святой Елены для детей  5-7 лет
- Католическая Школа Церковь Святой Елены для детей 7-11 лет
- Исгол Гвун–и- Нант - валлийская средняя школа
- Исгол Нант Талвг - валлийская средняя школа
- Исгол Сант–Барук - валлийская средняя школа
- Исгол Сант Куриг - валлийская средняя школа

## Спорт
- ФК "Барри Таун" - полупрофессиональная футбольная команда ассоциации, базирующаяся в Барри, Уэльс. Они известны тем, что представляли Уэльс в Европе в качестве победителей Премьер-лиги Кимру и Кубка Уэльса в 1990-х и начале 2000-х годов, а также выступали в Южной лиге Англии и Кубке Англии. Командой, в составе которой выступало более 50 игроков сборной, теперь управляют болельщики. Они играют в своем традиционном доме Дженнер Парк, Барри, который вмещает 3500 зрителей.
- ФК Регби "Барри" - клуб валлийского союза регби, базирующийся в Барри в долине Гламорган, Уэльс.
- Барри 40 - 40-мильный ультрамарафон, который ежегодно проводится в Барри, долина Гламорган, Уэльс, претендующий на звание самого продолжительного ежегодного ультрамарафона в Великобритании. 30-я ежегодная гонка Барри на 40 миль проходила на стадионе Дженнер Парк, Барри. В этой гонке были установлены 2 мировых рекорда.

## Транспорт
Основными видами общественного транспорта в городе являются автобус и железная дорога. Барри обслуживается компанией Cardiff Bus , которая обслуживает Ллантвит Мейджор, Пенарт, Международный аэропорт Кардиффа и Центр Кардиффа а также действующее городское кольцевое сообщение. Автобусная станция Барри на Кингс-сквер расположена на Королевской площади в центре города. Дорога A4050 соединяет Барри с Развязкой Culverhouse Cross. и остальная часть западного Кардиффа.
В городе четыре железнодорожных станции: Барри, Доки Барри, Остров Барри и Кадокстон. Они управляются и обслуживаются компанией Transport for Wales и входят в сеть Valley Lines, a пригородная железнодорожная сеть сосредоточена в Кардиффе. Рейсы выполняются в западном направлении до Бридженда через Ллантвит Мейджор и Международный аэропорт Кардиффа Руз и в восточном направлении до Кардифф Куин-стрит через Динас Повис, Кардифф-Гранджтаун и Кардифф-Центральный. Последний сервис может продолжать либо Мертир-Тидвил, Понтипридд и/или Абердар.
Барри расположен менее чем в 3 милях (4,8 км) к востоку от Международного аэропорта Кардиффа.

## Близлежащие места
- Остров Барри, теперь соединенный с материком дамбой, по которой проходят автомобильная и железнодорожные ветки
- Бендрики, скалистый пляж у гавани
- Остров Салли, небольшой островок в миле к востоку от гавани
- Салли, деревня к востоку от города

## Известные люди
- Грейс Уильямс (1906-1977),  самая известная женщина-композитор Уэльса.
- Гвинфор Эванс (1912-2005), валлийский политик-националист, лидер группы Plaid Cymru, родом из Барри.
- Элфин Ричардс (1914-1995), инженер по аэронавтике и акустике, родился в Барри и получил образование в Средней школе Барри.
- Джон Аввакум (1915-2002), историк экономики, родился в Барри и посещал Школу округа Барри
- Абдулрахим Эбби Фарах (1919-2018), сомалийский дипломат, заместитель Генерального секретаря ООН, родился в Барри и получил образование в Средней школе Барри.
- Ирвинг Дэвис (1926-2002), хореограф, родился в Барри.
- Барон Барнетт Дженнер (1892-1982) жил в Барри, где у его отца был мебельный магазин.
- Роберт Тир (1939 - 2011), оперный тенор, регулярно певший во многих великих оперных театрах мира.
- Дэмиан Грин (1956 г.р.), консервативный политик, родом из Барри
- Джулия Гиллард, бывший австралийский политик, занимавший пост  премьер-министра Австралии. Занимала пост лидера Лейбористской партии Австралии. Первая и единственная женщина, занимавшая любой из этих постов в истории Австралии. Родилась в Барри.
- Родри Уильямс, валлийский спортивный журналист из Барри. В настоящее время он работает на катарском спортивном канале "Аль-Касс" и является ведущим англоязычной студии телеканала.
- Гарет Джонс (13 августа 1905 – 12 августа 1935), журналист
- Дерек Тэпскотт (30 июня 1932 – 12 июня 2008), валлийский футболист международного класса.
- Брин Меррик (12 октября 1958 – 12 сентября 2015), музыкант
- Джерран Хауэлл (родился 25 февраля 1991 года), актер, получил образование в общеобразовательной школе Барри)[35]
- Алан Эванс (академик) (1952 г.р.), нейробиолог, родился в Барри-Доке и учился в общеобразовательной школе Барри
- Ли Селби (1987 г.р.), боксер, бывший чемпион мира
- Эндрю Селби (1988 г. р.), боксер
- Эннес Элви (1992 г.р.) Актриса, ходила в школу в Барри.

## Свобода города
Следующие люди и воинские части получили Свободу города Барри:
- Майор Эдгар Джонс: 26 апреля 1950 года.[36]
- Софи Ингл: 18 октября 2018 года
- Королевские ВВС Сент-Атана: 1959.[37]